# Sphaerodactylus ramsdeni
Sphaerodactylus ramsdeni este o specie de șopârle din genul Sphaerodactylus, familia Gekkonidae, descrisă de Ruibal 1959. Conform Catalogue of Life specia Sphaerodactylus ramsdeni nu are subspecii cunoscute.